# Tobu World Square

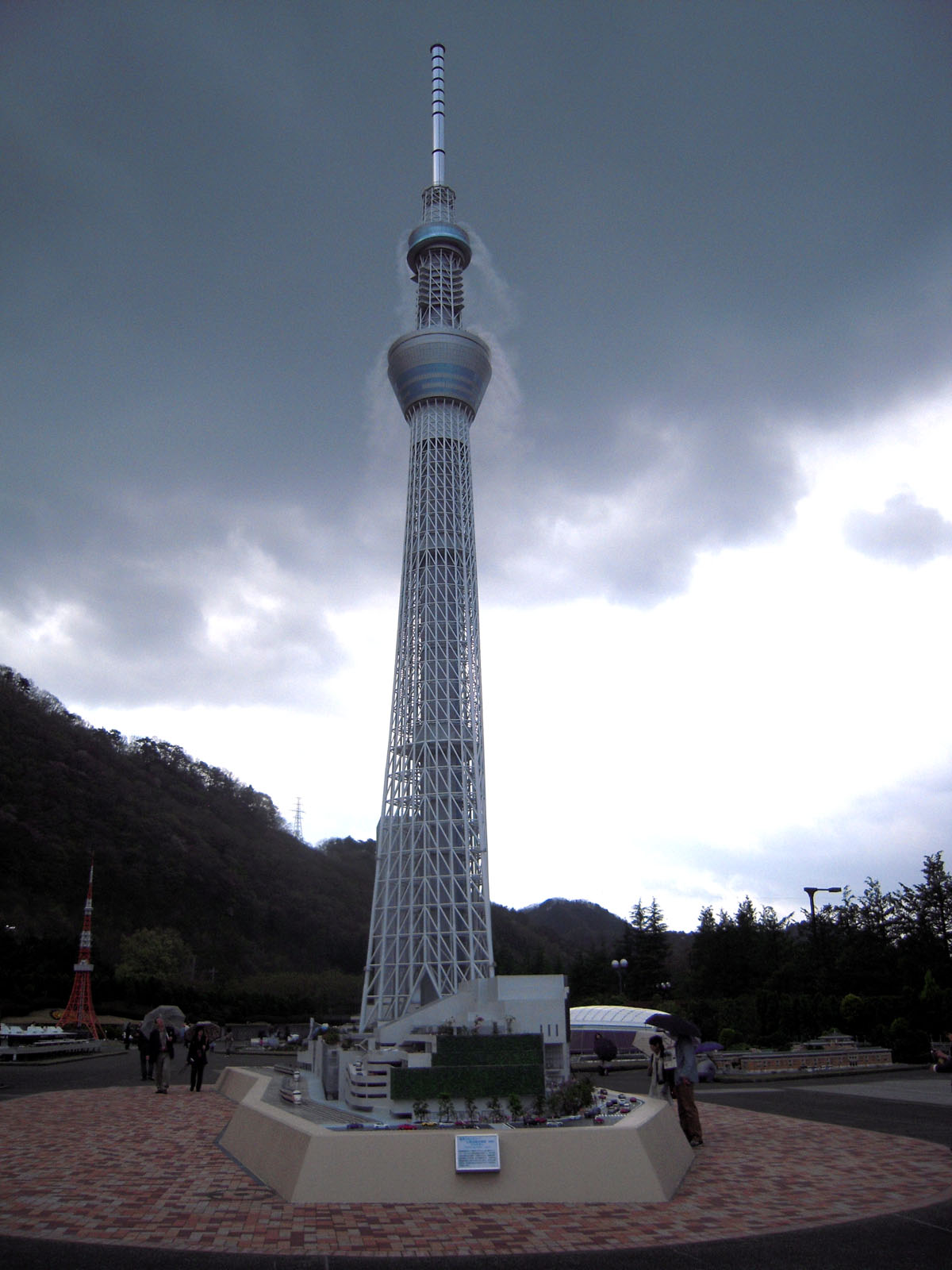
Копія в мастабі 1:25 Tokyo Sky Tree

Tobu World Square (яп. 東武ワールドスクウェア) — тематичний парк курорту Кінугава-Онсен в області Нікко, префектура Тотіґі, Японія. Парк нараховує понад 100 моделей в масштабі 1:25 відомих архітектурних та інженерних споруд з усього світу, у тому числі об'єкт всесвітньої культурної спадщини ЮНЕСКО, оточених 140 000 мініатюрами людей також в масштабі 1:25.

## Перелік об'єктів
Виділені об'єкти світової спадщини ЮНЕСКО.

### Зона сучасної Японії
| №  | Об'єкт                                        | Країна | Рік                           | Примітки                                           |
| -- | --------------------------------------------- | ------ | ----------------------------- | -------------------------------------------------- |
| 0  | Tokyo Sky Tree and Composite Development Area | Японія | 2012 （завершення будівництва | експонується з квітня 2010 року                    |
| 1  | National Diet Building                        | Японія | 1936                          |                                                    |
| 2  | Палац Акасака                                 | Японія | 1909                          |                                                    |
| 3  | Станція «Токіо»                               | Японія | 1914                          | з потягом Ямабіко і рухомою швидкісною залізницею. |
| 4  | Токійська вежа                                | Японія | 1958                          |                                                    |
| 5  | Імператорський готель                         | Японія | 1923                          | Не існує нині (демонтований в 1968 році).          |
| 6  | Токіо Доум                                    | Японія | 1988                          |                                                    |
| 7  | Токійський національний музей, Хонкан         | Японія | 1938                          |                                                    |
| 8  | Токійський національний музей, Hyōkeikan      | Японія | 1909                          |                                                    |
| 9  | Yoyogi National Gymnasium                     | Японія | 1964                          |                                                    |
| 10 | Аеропорт «Наріта», термінал 2                 | Японія | 1992                          |                                                    |
| 11 | Fujimaru (пасажирський лайнер)                | Японія | 1989                          |                                                    |
| 12 | Типовий японський рибальський порт            | Японія | -                             |                                                    |

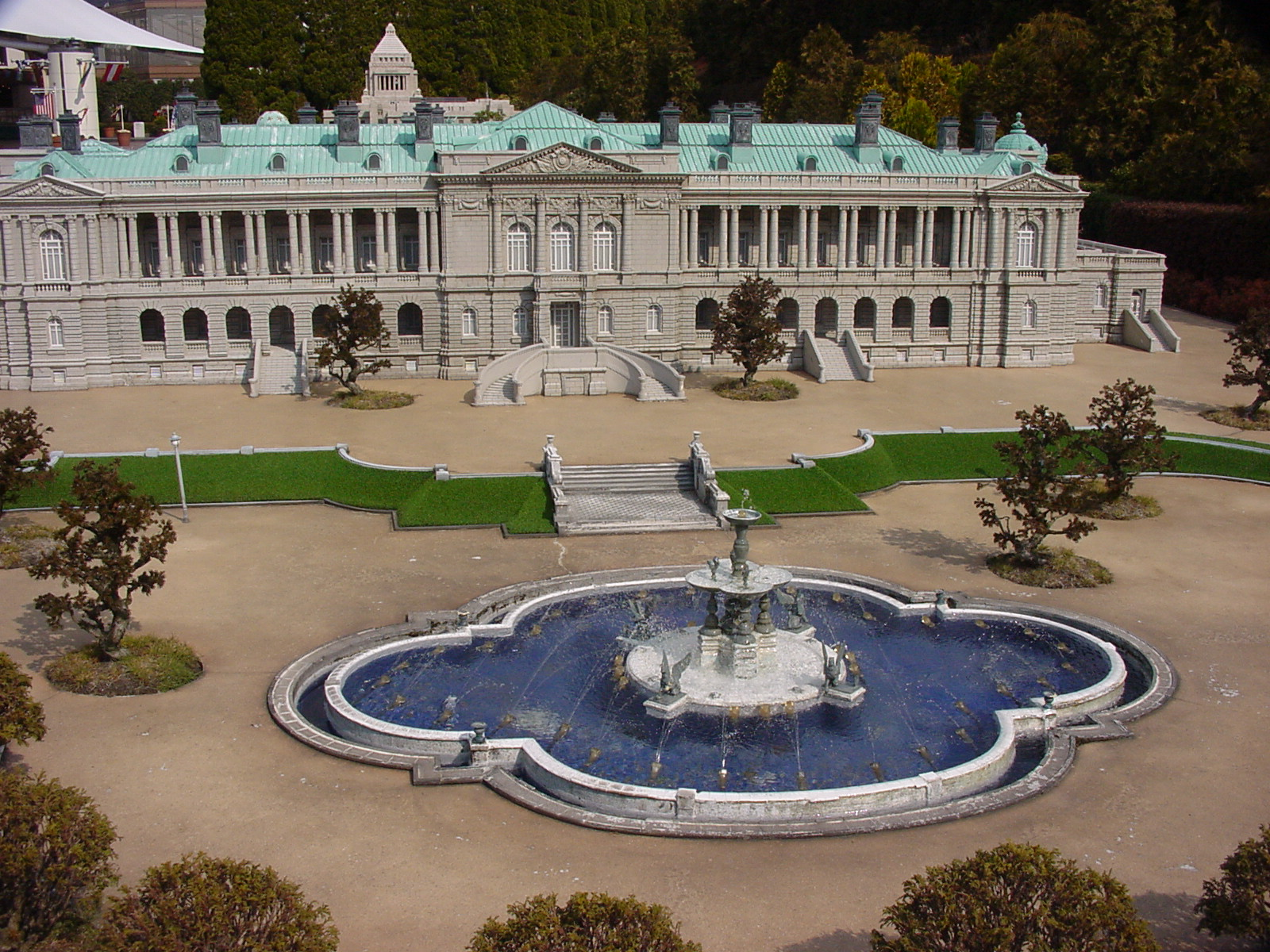
Палац Акасака
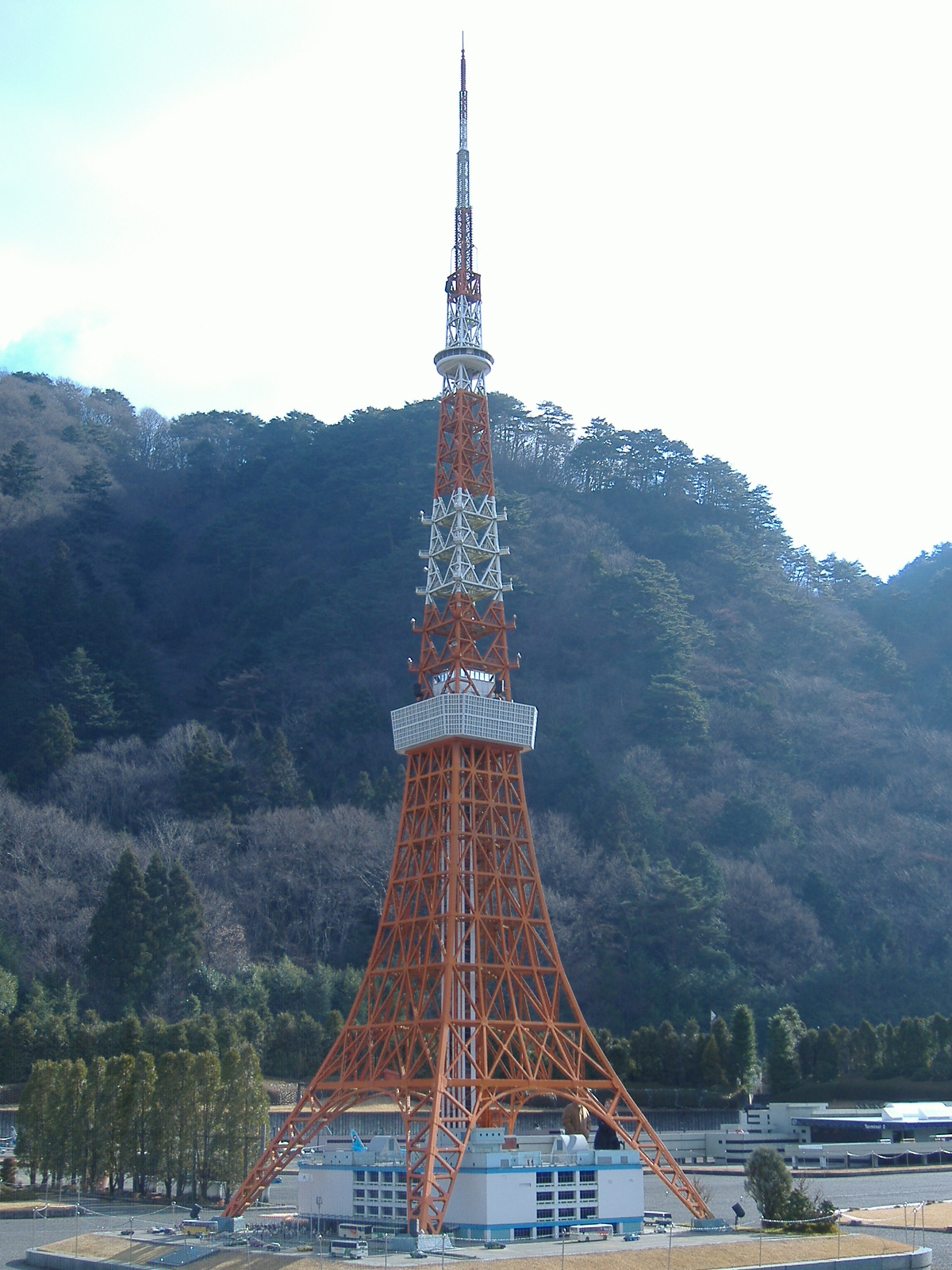
Токійська вежа
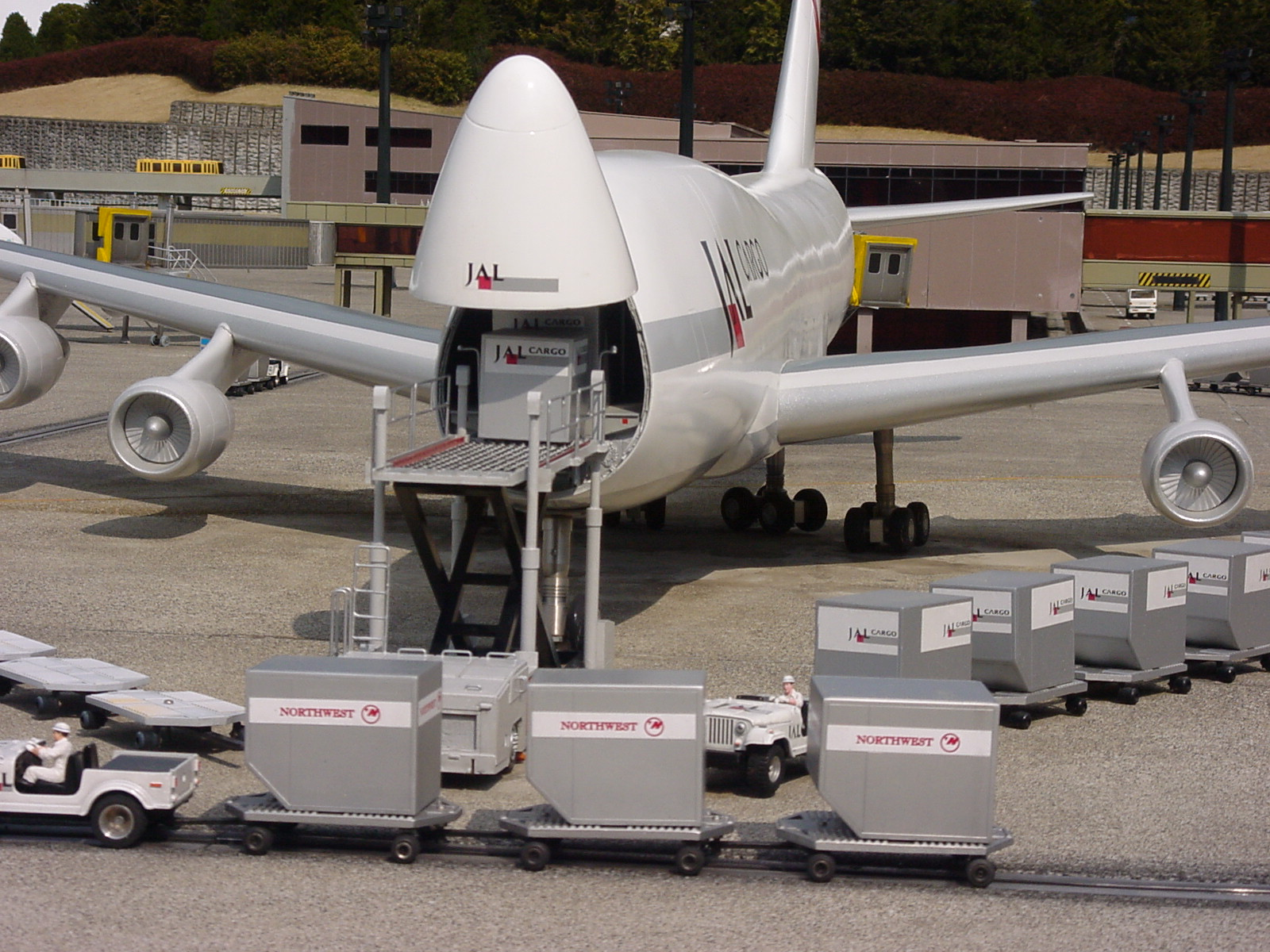
Аеропорт «Наріта»
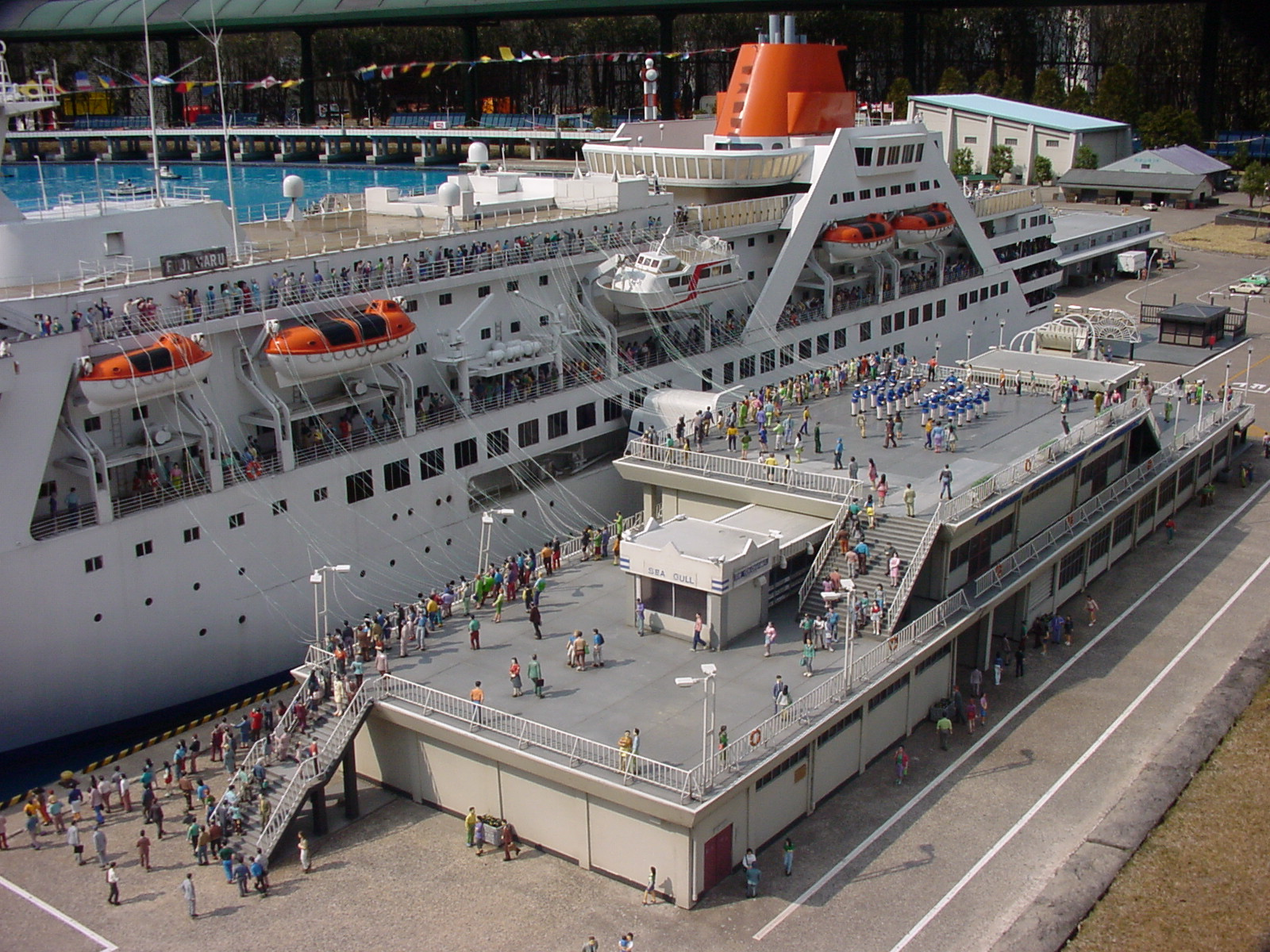
Fujimaru (пасажирський лайнер)

### Американська зона
| №  | Об'єкт                              | Країна | Рік                | Примітки                                           |
| -- | ----------------------------------- | ------ | ------------------ | -------------------------------------------------- |
| 13 | Статуя Свободи                      | США    | 1886               |                                                    |
| 13 | Канал, шлюз та інші портові об'єкти | США    |                    |                                                    |
| 14 | City Pier A                         | США    | кінець 19 століття |                                                    |
| 14 | Plaza Hotel                         | США    | 1907               |                                                    |
| 14 | Велика армійська площа              | США    | 1867               |                                                    |
| 15 | Всесвітній торговий центр           | США    | 1973               | Не існує (зруйнований під час теракту 11 вересня). |
| 15 | American Standard Building          | США    | 1924               |                                                    |
| 16 | Empire State Building               | США    | 1931               |                                                    |
| 17 | Chrysler Building                   | США    | 1930               |                                                    |
| 17 | Центральний парк в Нью-Йорку        | США    | 1876               |                                                    |
| 18 | Flatiron Building                   | США    | 1902               |                                                    |
| 18 | Гарлем, Нью-Йорк                    | США    | -                  |                                                    |
| 19 | Білий дім                           | США    | 1800               |                                                    |

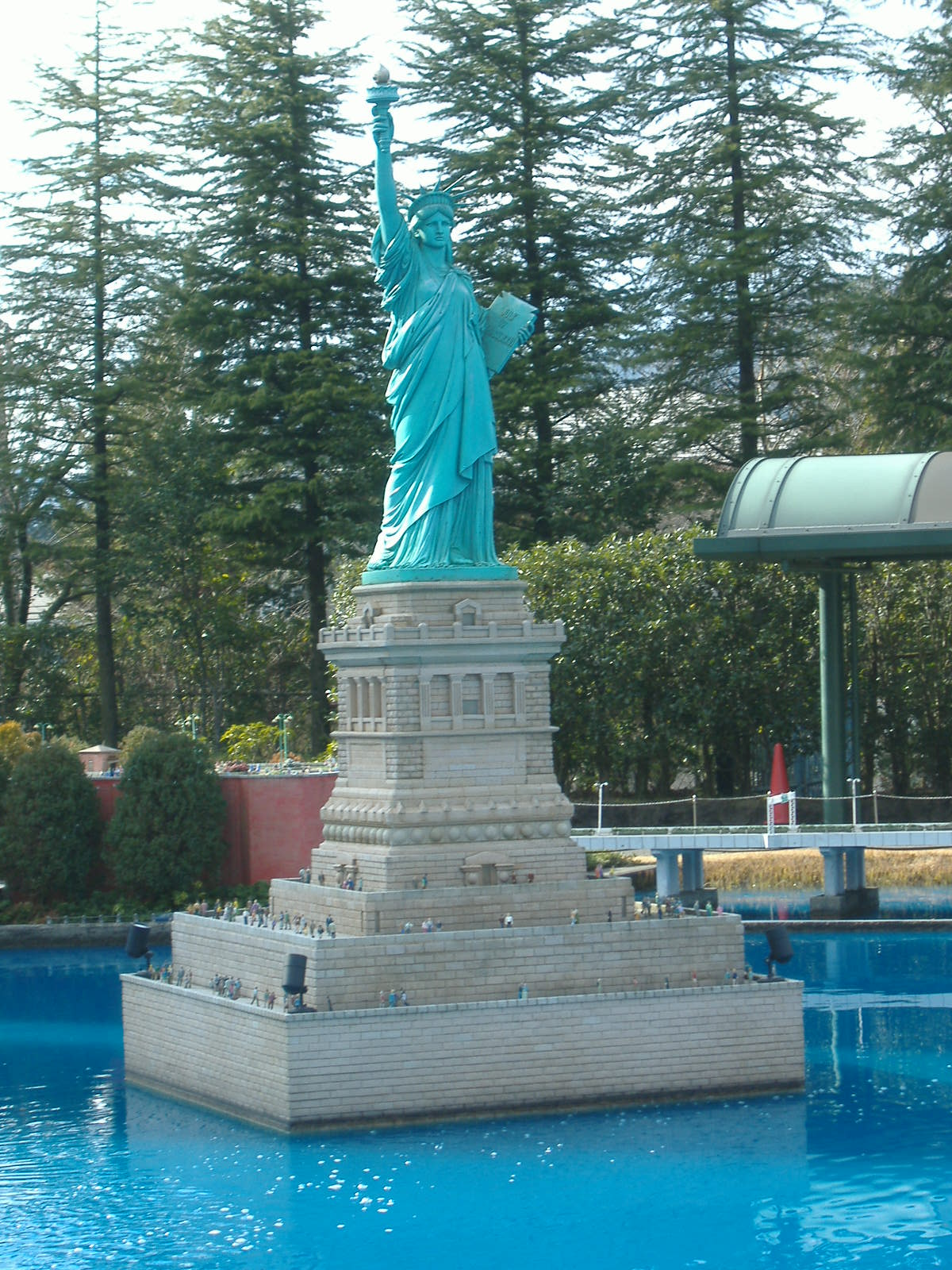
Статуя Свободи
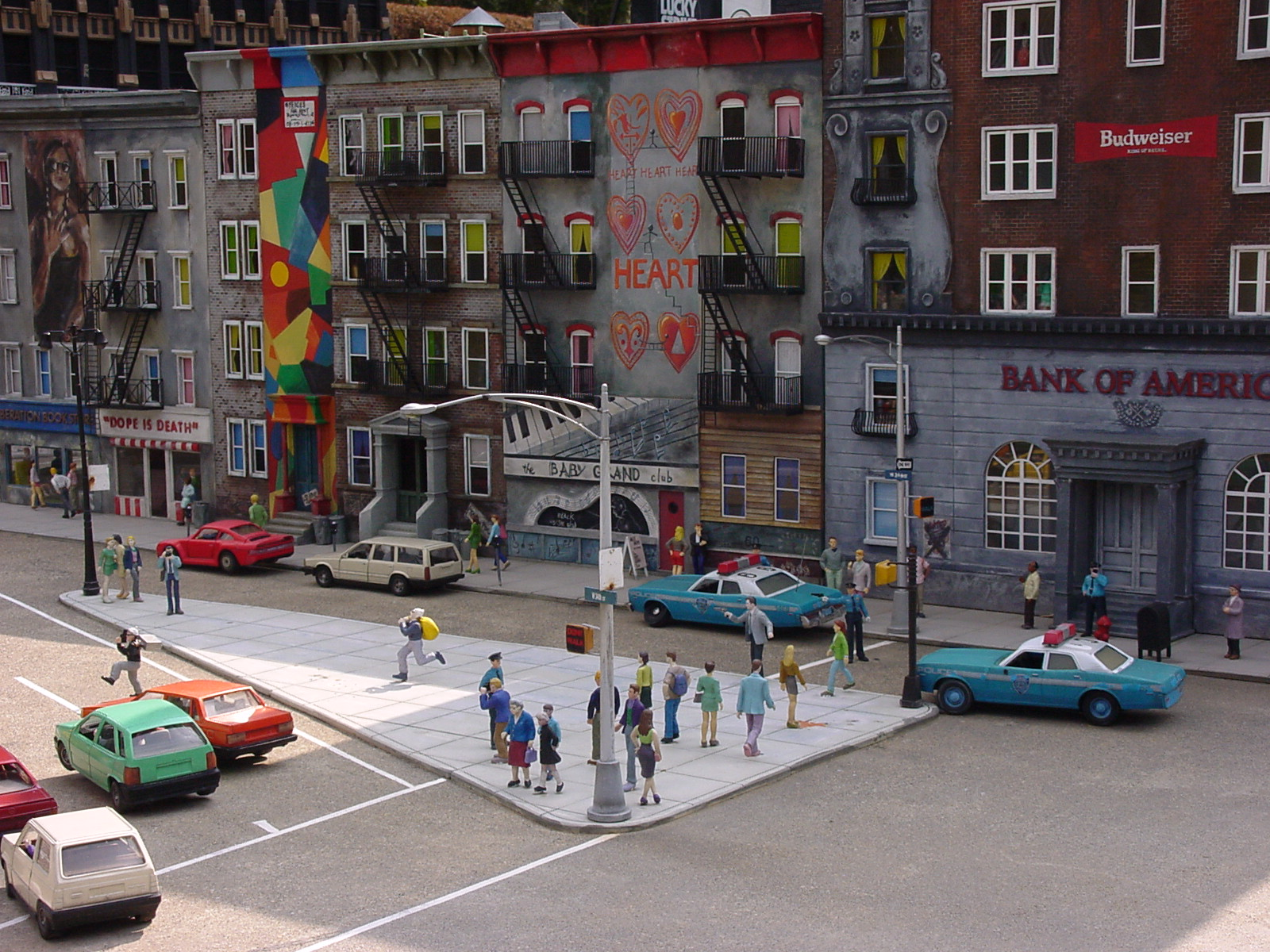
Пограбування в Гарлемі
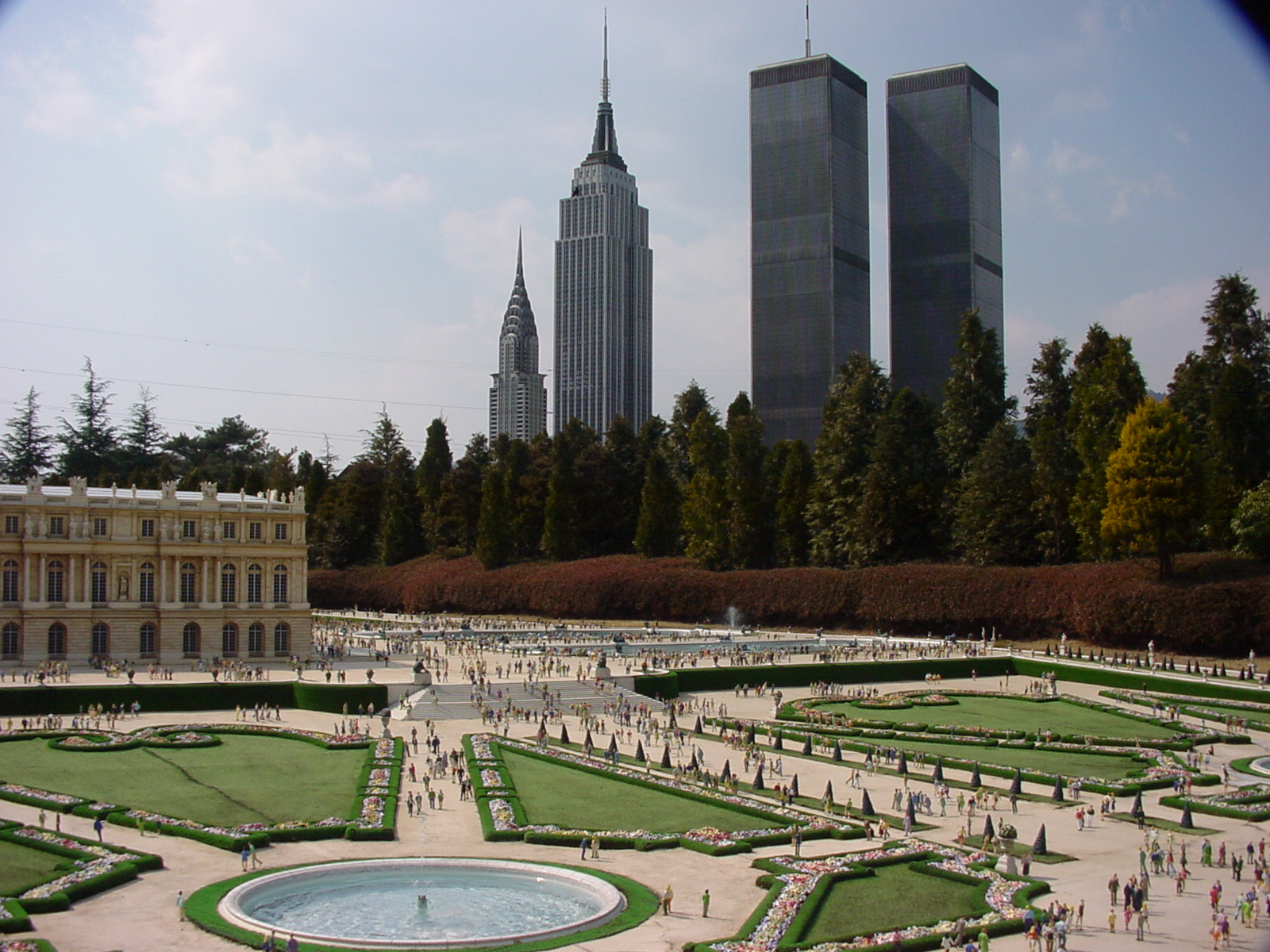
Версаль перед Всесвітнім торговим центром
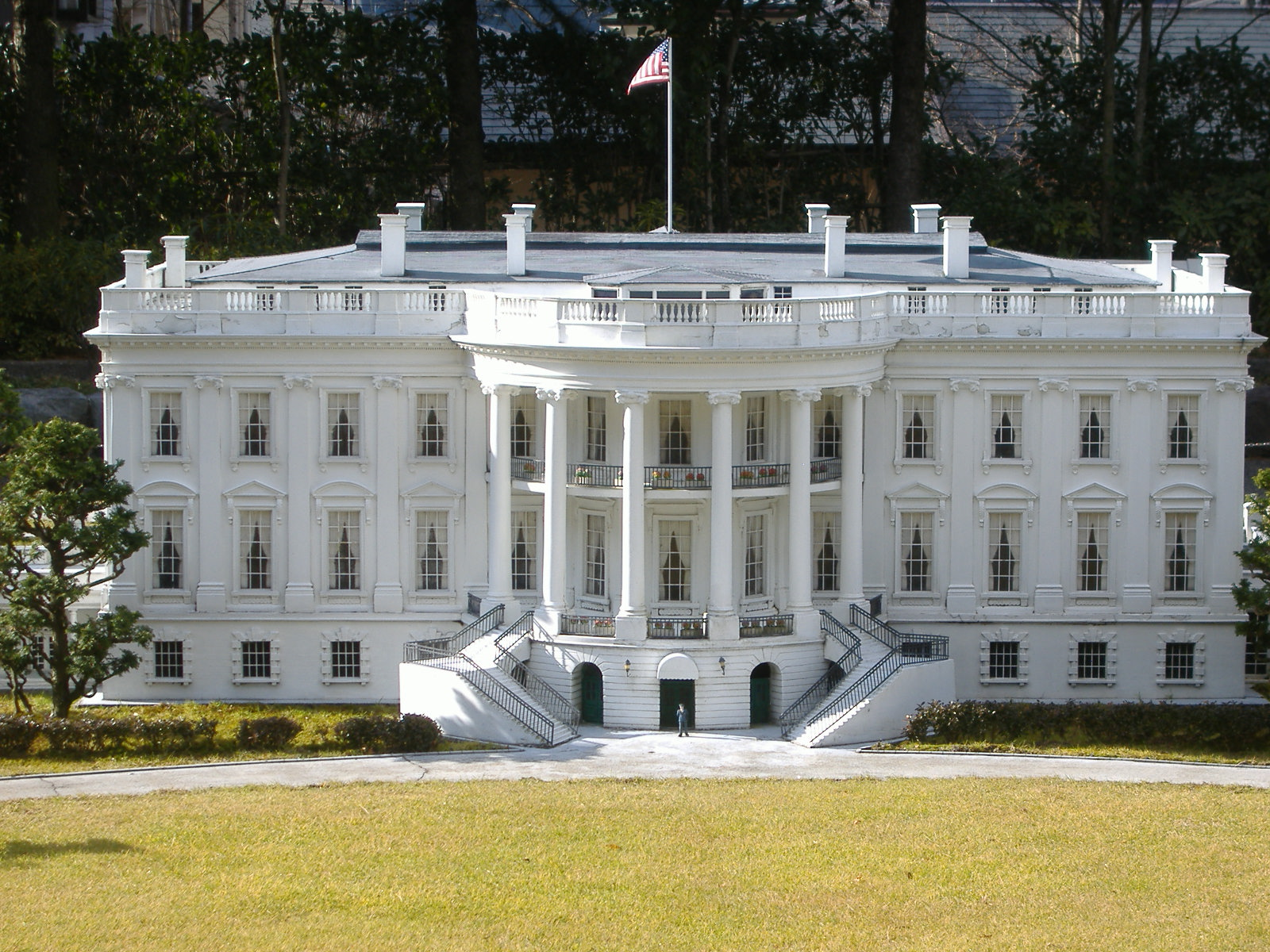
Білий дім

### Єгипетська зона
| №  | Об'єкт            | Країна | Рік                          | Примітки |
| -- | ----------------- | ------ | ---------------------------- | -------- |
| 20 | Піраміда Мікерина | Єгипет | близько 26 століття до н. е. |          |
| 21 | Піраміда Хефрена  | Єгипет | близько 26 століття до н. е. |          |
| 22 | Піраміда Хеопса   | Єгипет | близько 26 століття до н. е. |          |
| 23 | Великий Сфінкс    | Єгипет | близько 26 століття до н. е. |          |
| 24 | Абу-Сімбел        | Єгипет | 13 століття до н. е.         |          |

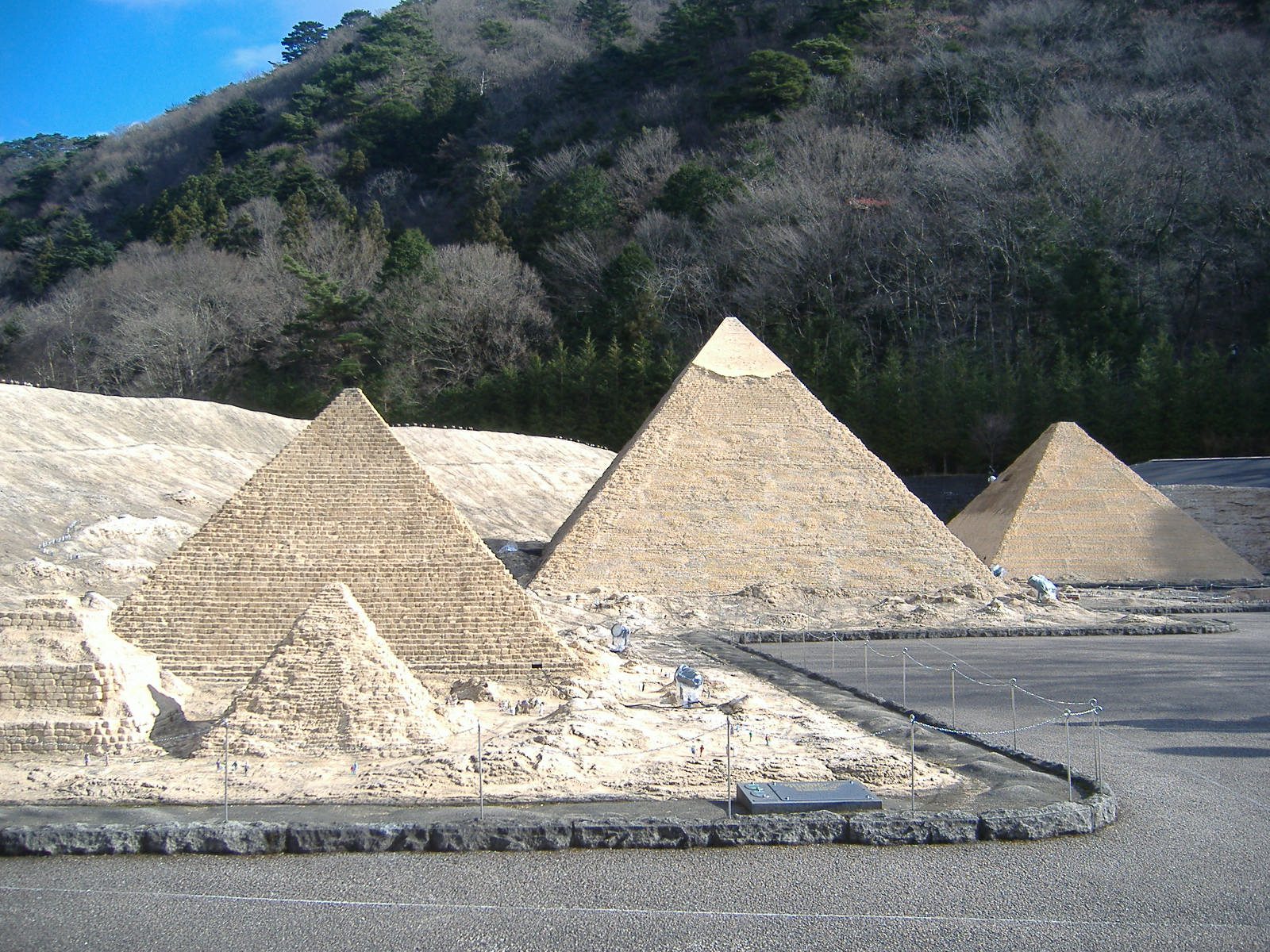
Некрополь Ґізи
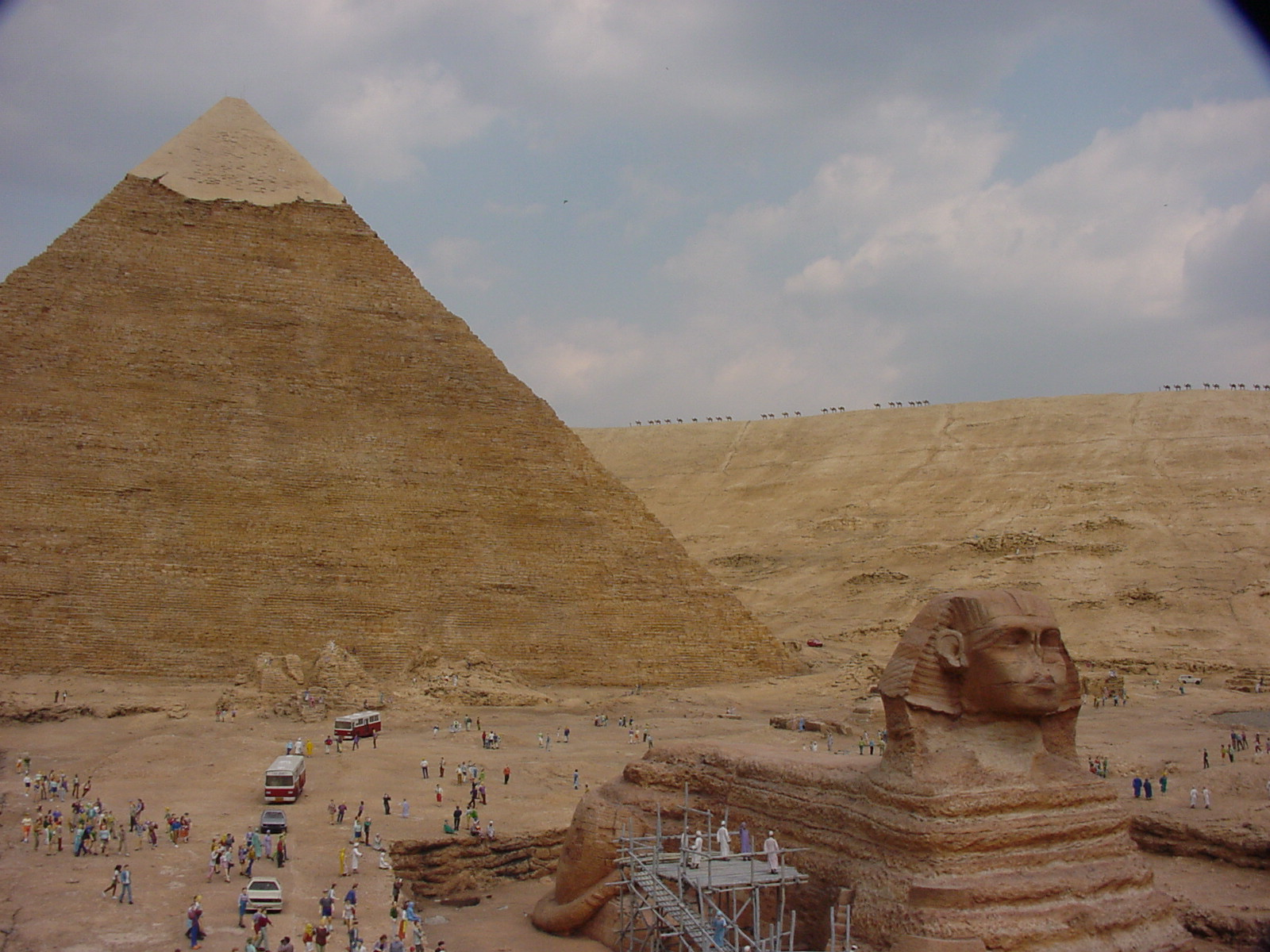
Піраміда Хефрена і Великий Сфінкс
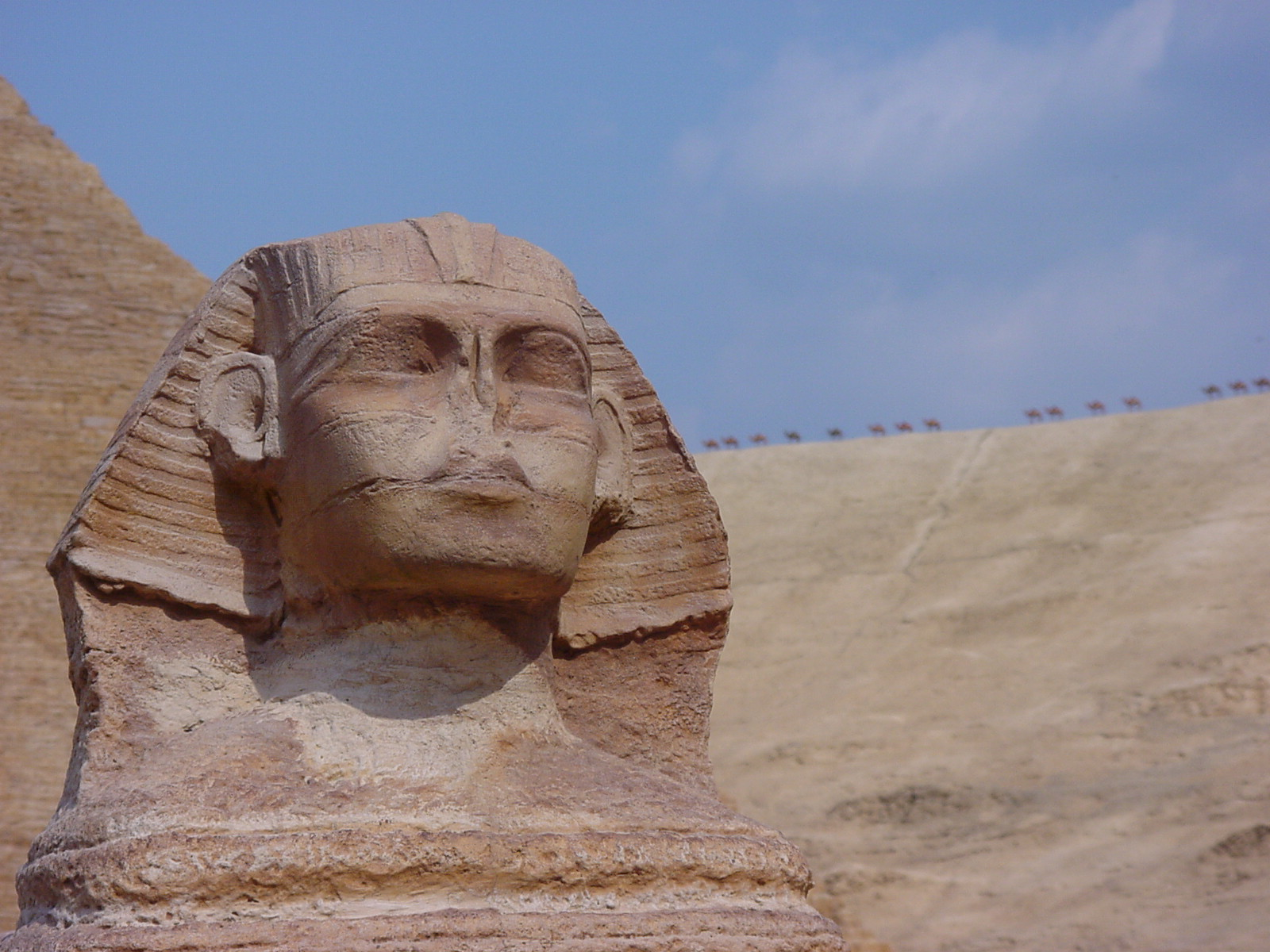
Великий Сфінкс і караван на горизонті
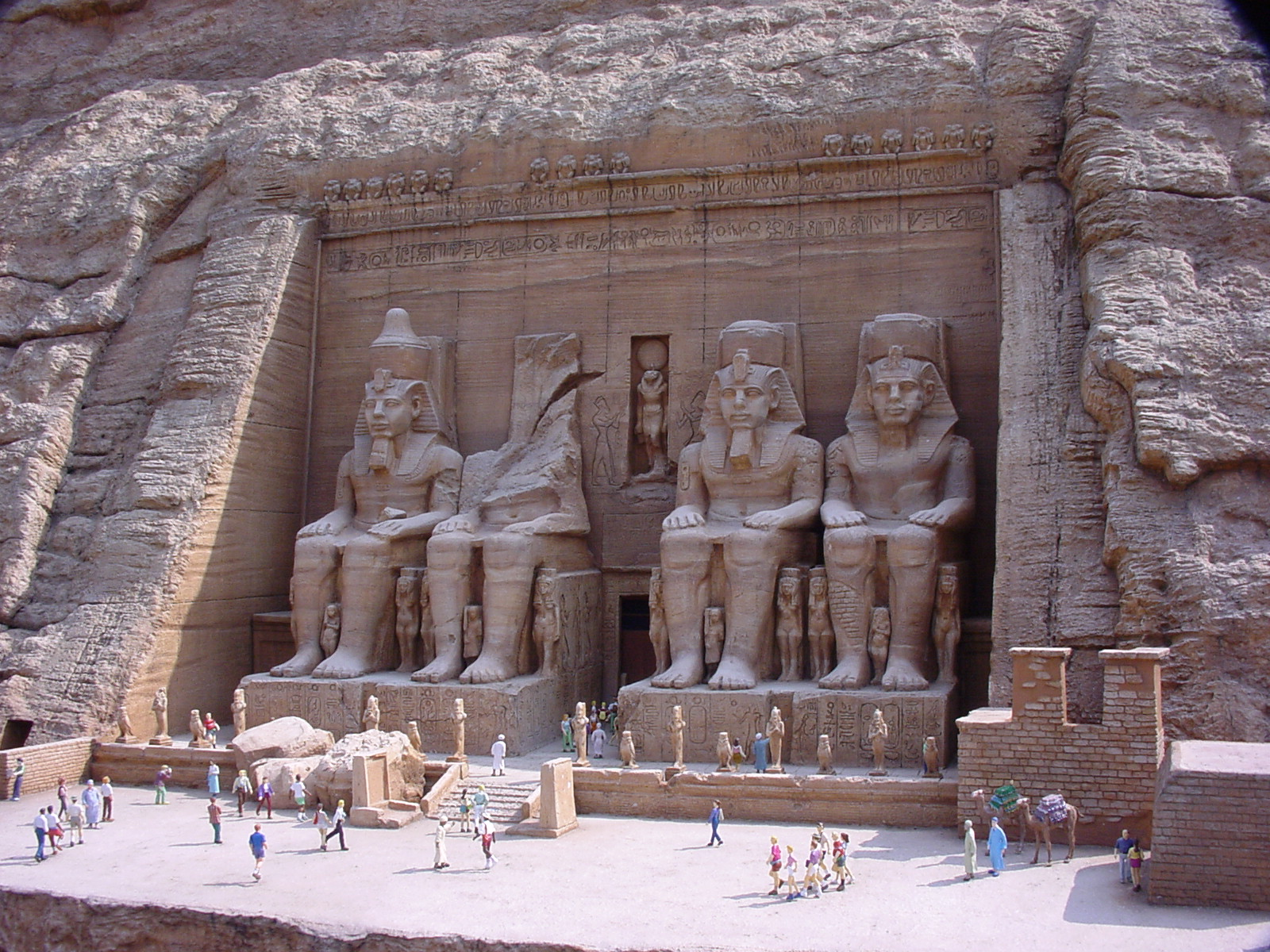
Абу-Сімбел

### Європейська зона
| №  | Об'єкт                            | Країна          | Рік                    | Примітки |
| -- | --------------------------------- | --------------- | ---------------------- | -------- |
| 25 | Парфенон                          | Греція          | 5 століття до н. е.    |          |
| 26 | Колізей                           | Італія          | 80                     |          |
| 27 | Пізанська башта                   | Італія          | 1372                   |          |
| 28 | Собор Святого Петра               | Святий Престол  | 1626                   |          |
| 29 | Міланський собор                  | Італія          | 1813                   |          |
| 30 | Собор Святого Марка               | Італія          | 1090                   |          |
| 31 | Замок Шамбор                      | Франція         | 1547                   |          |
| 32 | Версальський палац                | Франція         | 1772                   |          |
| 33 | Базиліка Сакре-Кер                | Франція         | 1919                   |          |
| 34 | Собор Паризької Богоматері        | Франція         | 1225                   |          |
| 35 | Тріумфальна арка                  | Франція         | 1836                   |          |
| 36 | Ейфелева вежа                     | Франція         | 1889                   |          |
| 37 | Палац Бельведер                   | Австрія         | 1723                   |          |
| 38 | Ставкірка в Боргунні              | Норвегія        | близько 12 століття    |          |
| 39 | Петергофський палац               | Росія           | 1709                   |          |
| 40 | Собор Василія Блаженного          | Росія           | 1560                   |          |
| 41 | Палац миру                        | Нідерланди      | 1913                   |          |
| 42 | Магере Брюг                       | Нідерланди      | 1772                   |          |
| 43 | Вітряк в Киндердейку              | Нідерланди      | 18-19 століття         |          |
| 44 | Вітряк у Зансе Сханс А            | Нідерланди      | 18-19 століття         |          |
| 45 | Вітряк у Зансе Сханс B            | Нідерланди      | 18-19 століття         |          |
| 46 | Замок Нойшванштайн                | Німеччина       | 1886                   |          |
| 47 | Букінгемський палац               | Велика Британія | 1703                   |          |
| 48 | Дуврський замок                   | Велика Британія | 12 століття            |          |
| 49 | Тауерський міст                   | Велика Британія | 1894                   |          |
| 50 | Вестмінстерське абатство          | Велика Британія | 1245—1519              |          |
| 51 | Біг-Бен та Вестмінстерський палац | Велика Британія | 1836—1868              |          |
| 52 | Храм Святого Сімейства            | Іспанія         | 1882 — (реконструкція) |          |
| 53 | Альгамбра                         | Іспанія         | 13-15 століття         |          |
| 54 | Парк Ґуель                        | Іспанія         | 1914                   |          |
| 55 | Будинок Вісенс                    | Іспанія         | 1888                   |          |
| 56 | Собор святої Евлалії              | Іспанія         | 1058                   |          |

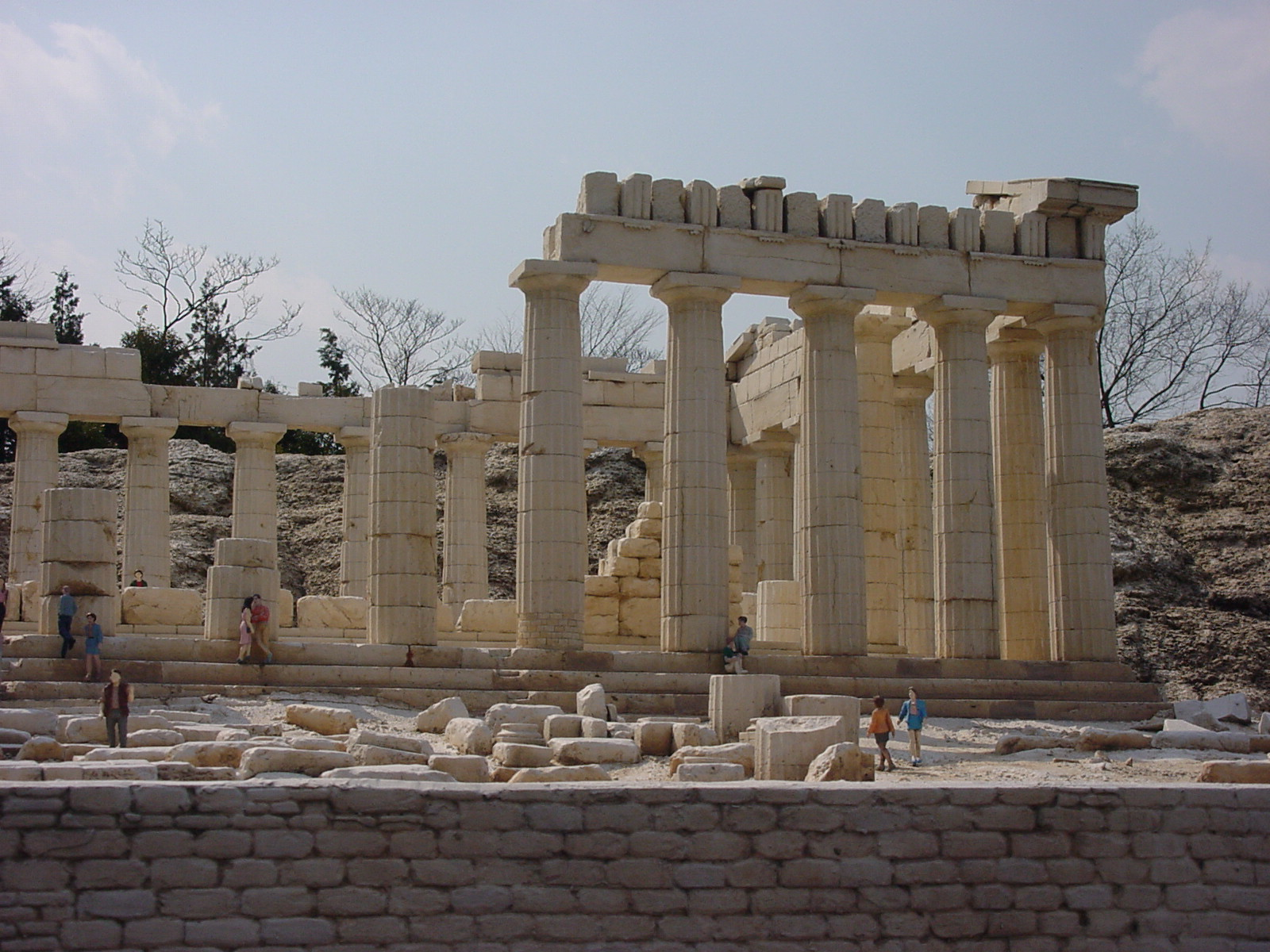
Парфенон
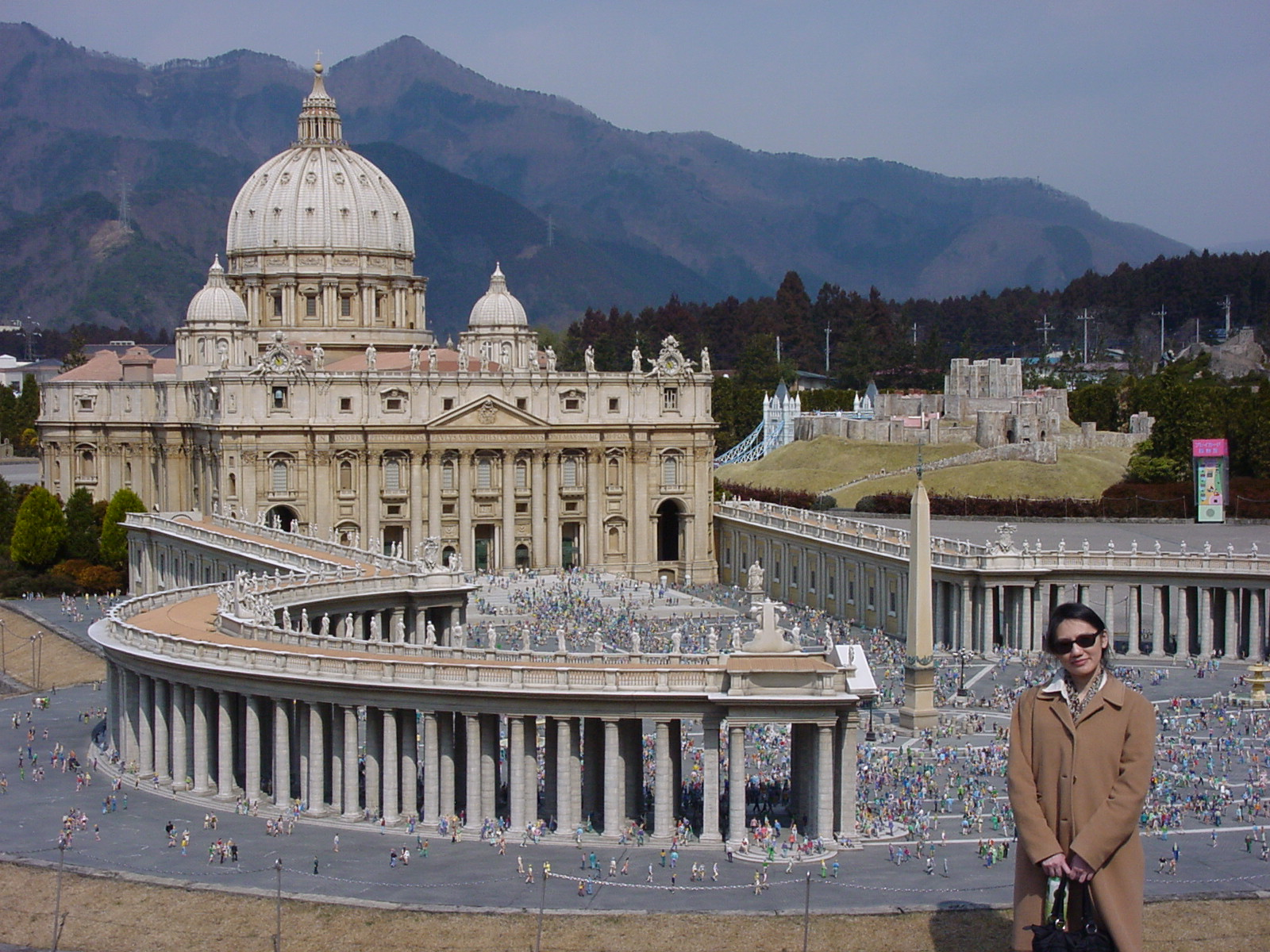
Собор святого Петра
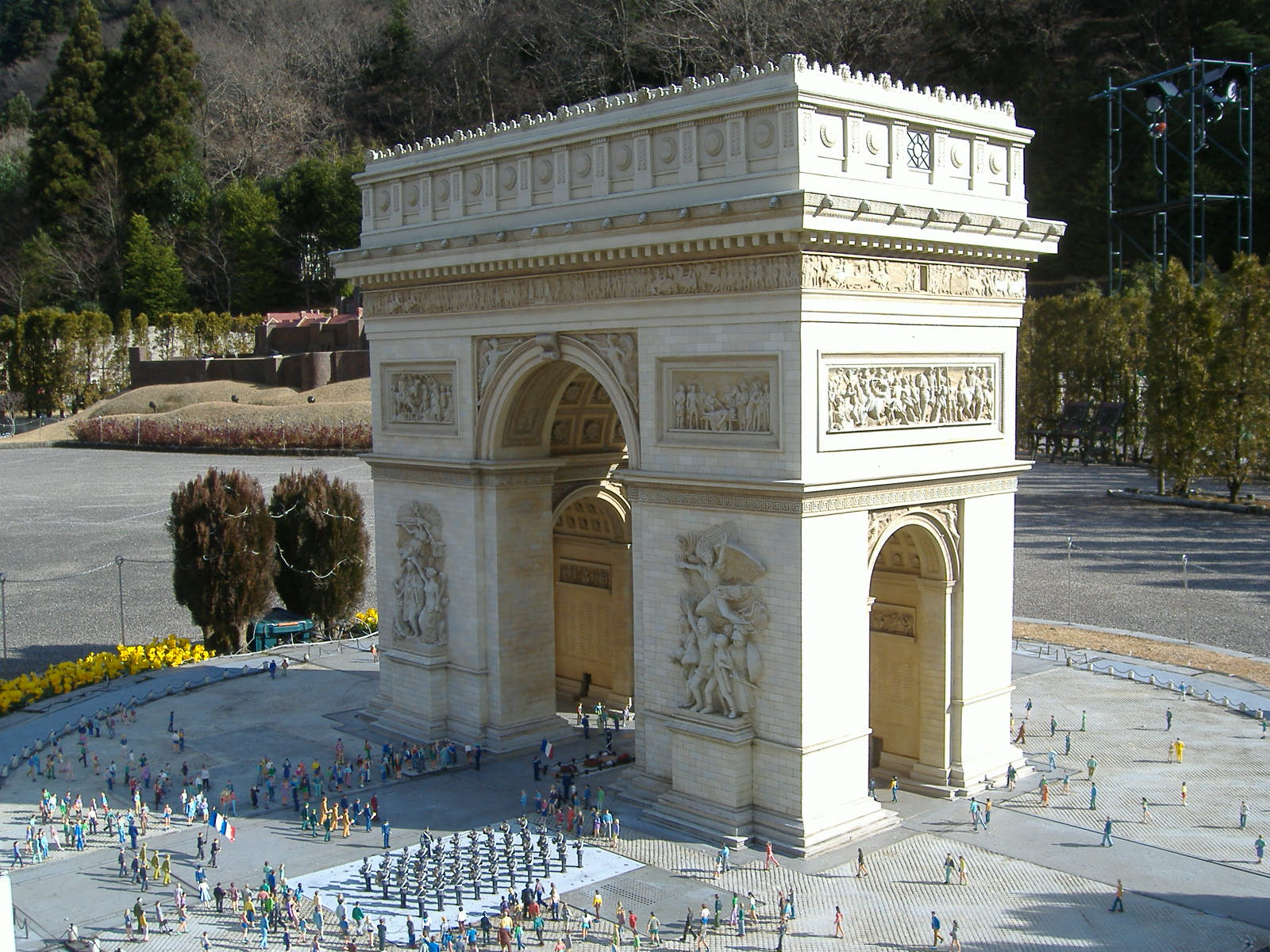
Тріумфальна арка
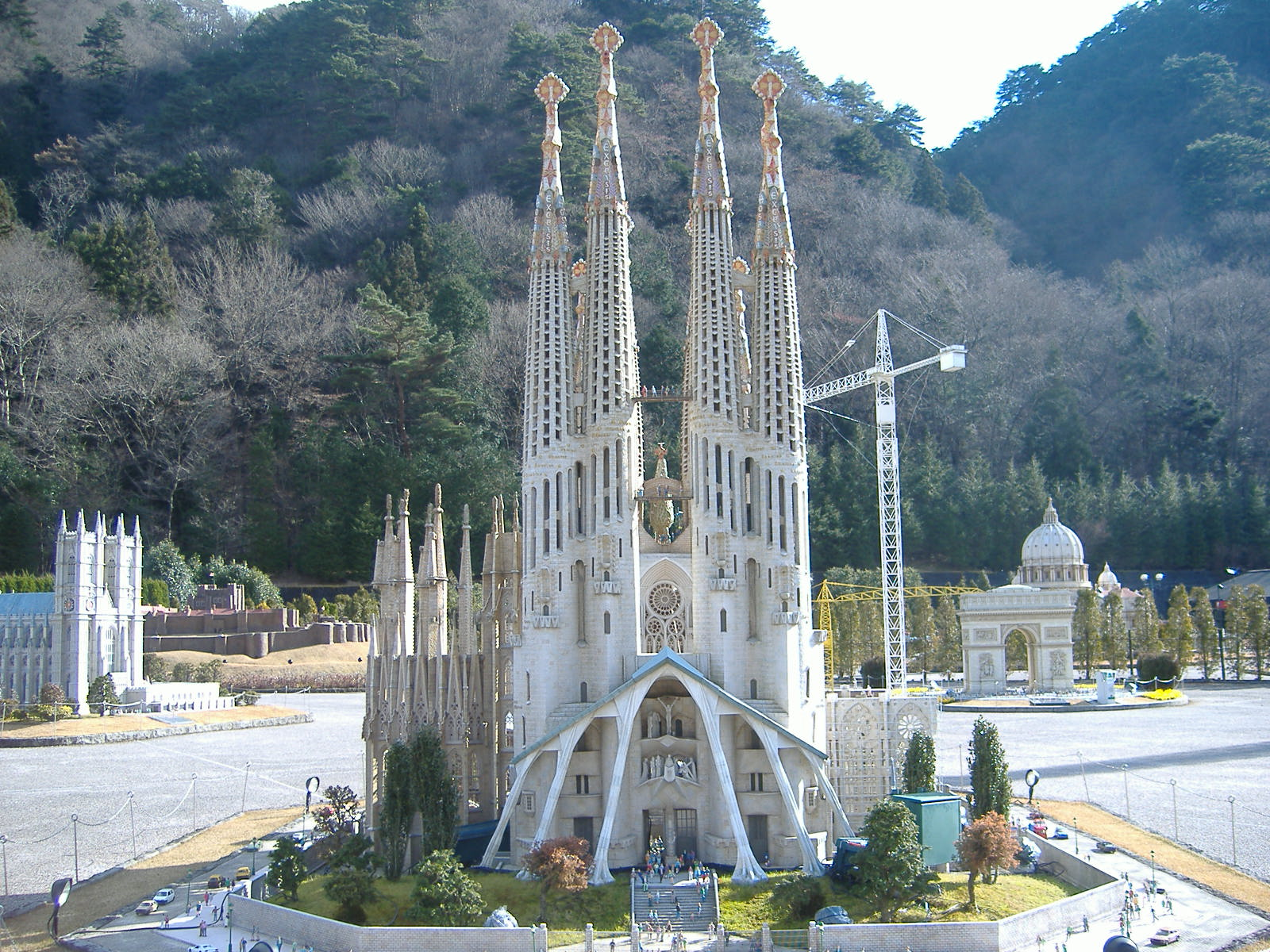
Храм Святого Сімейства

### Азійська зона
| №    | Об'єкт                            | Країна         | Рік                 | Примітки                        |
| ---- | --------------------------------- | -------------- | ------------------- | ------------------------------- |
| 57   | Мечеть Імама                      | Іран           | 1638                |                                 |
| 58   | Храм Ананда                       | М'янма         | близько 1091        |                                 |
| 59   | Ангкор-Ват                        | Камбоджа       | близько 12 століття |                                 |
| 60   | Тадж Махал                        | Індія          | 1653                |                                 |
| 61   | Заборонене місто                  | КНР            | 15-17 століття      |                                 |
| 62   | Храм Неба                         | КНР            | 1420                |                                 |
| 63   | Печери Могао                      | КНР            | 4 століття          |                                 |
| 64   | Гроти Юньган                      | КНР            | кінець 5 століття   |                                 |
| 65   | Великий китайський мур            | КНР            | 3 століття до н. е. |                                 |
| 66-A | Намдемун                          | Південна Корея | 1448                |                                 |
| 66-B | Кенбоккун                         | Південна Корея | 1867                | експонується з квітня 1999 року |
| 67   | Пагоди «Дракон» та «Тигр», Гаосюн | Тайвань        | 1976                |                                 |

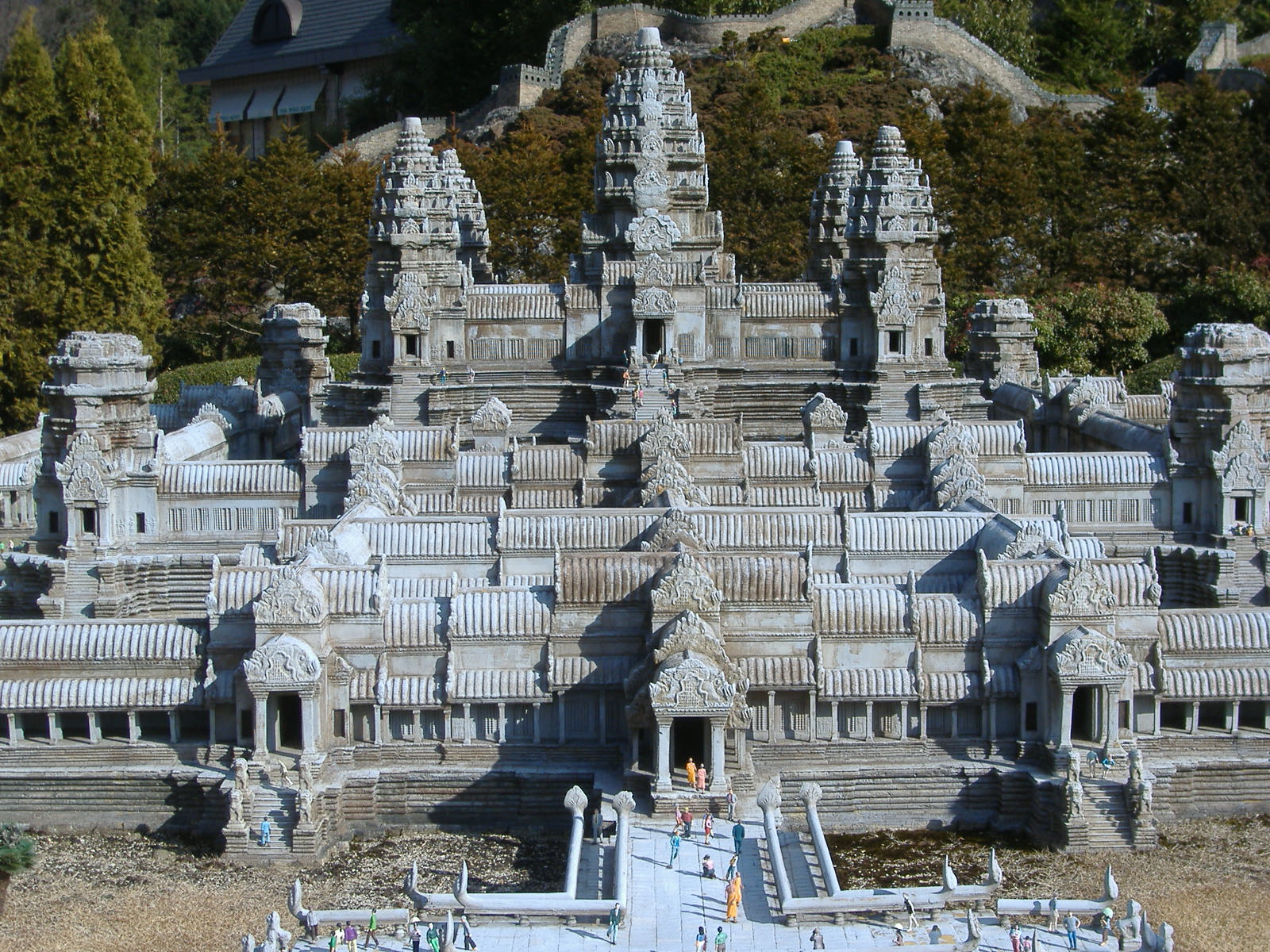
Ангкор-Ват
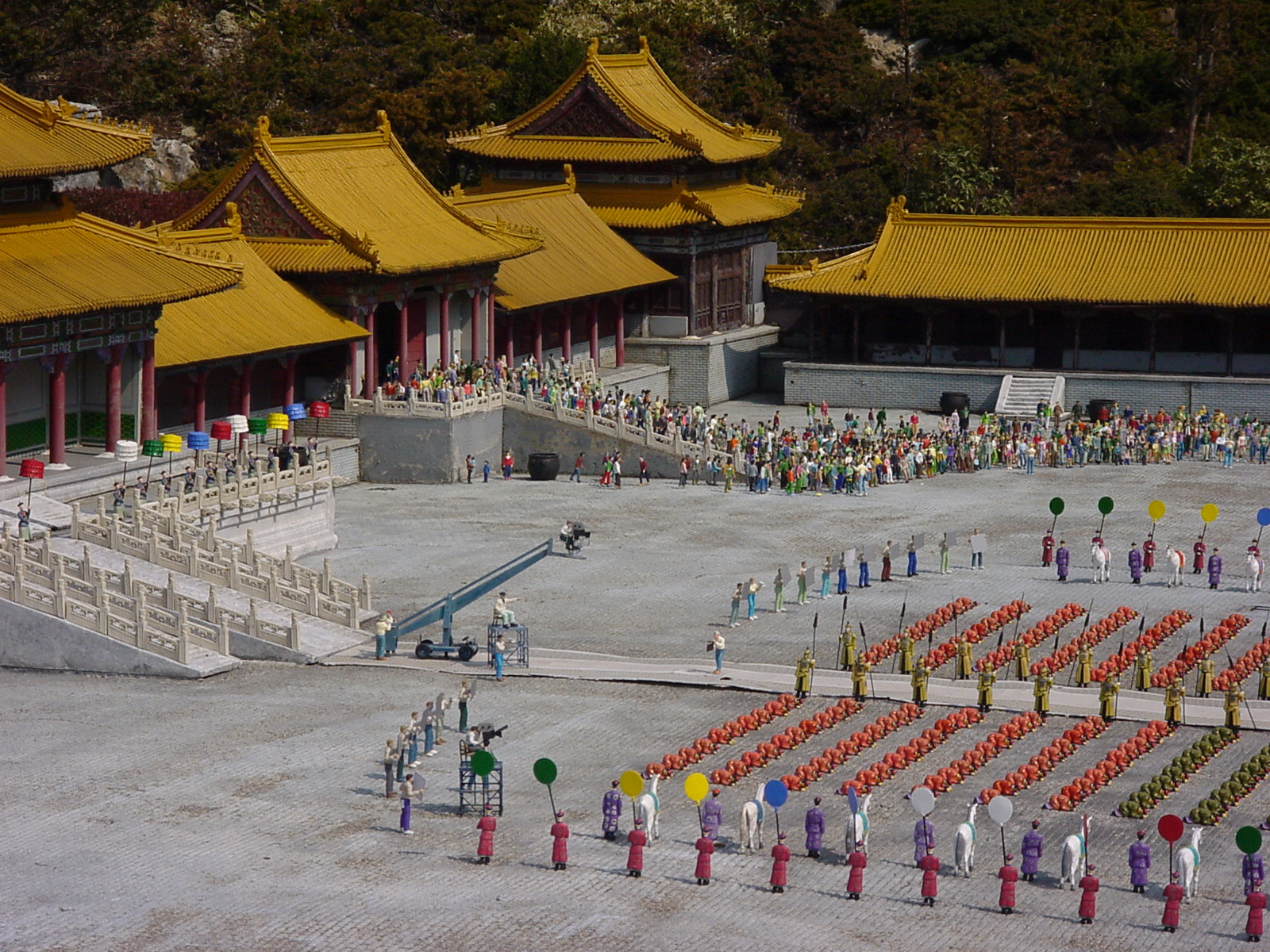
Заборонене місто
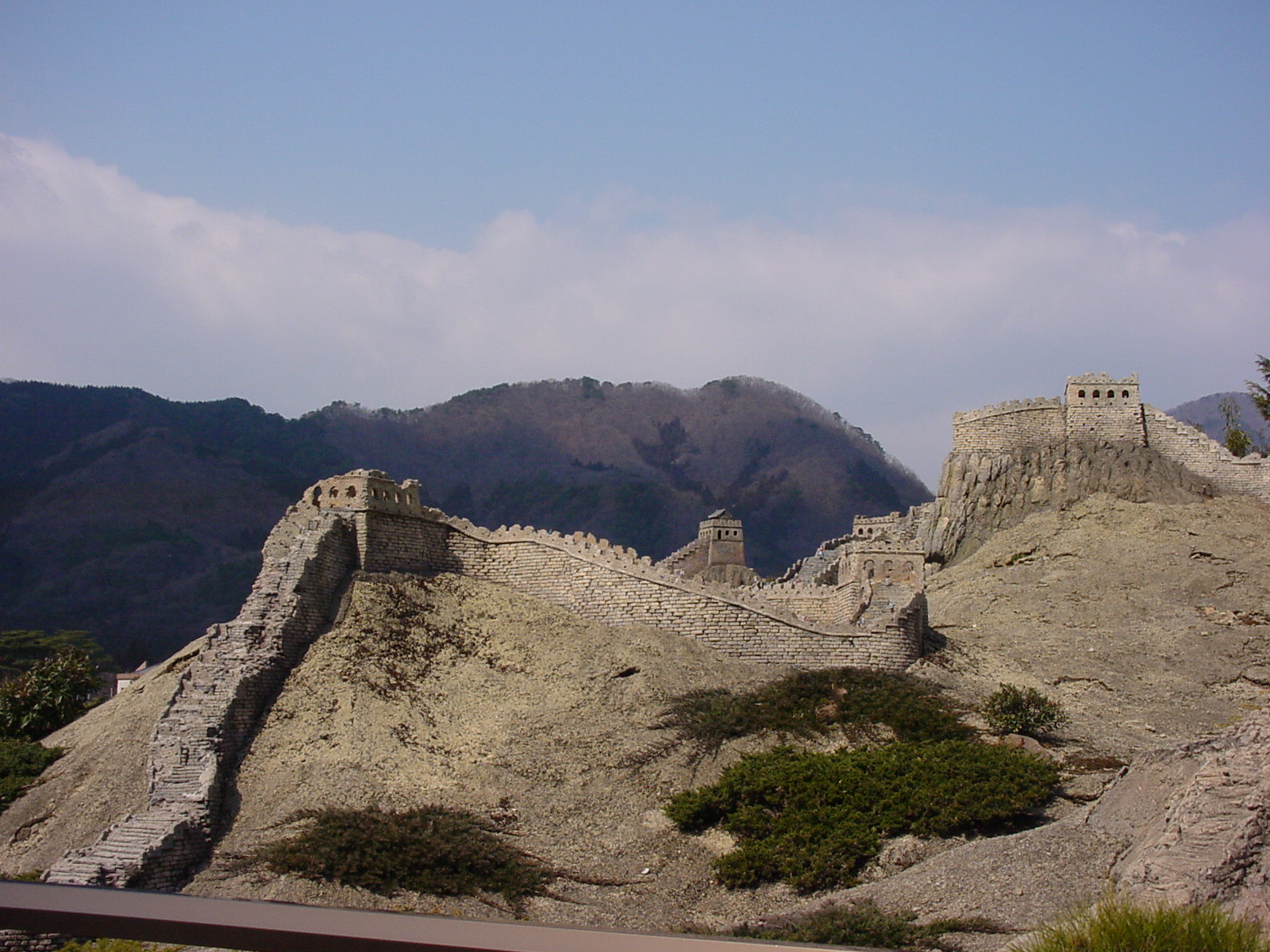
Великий китайський мур
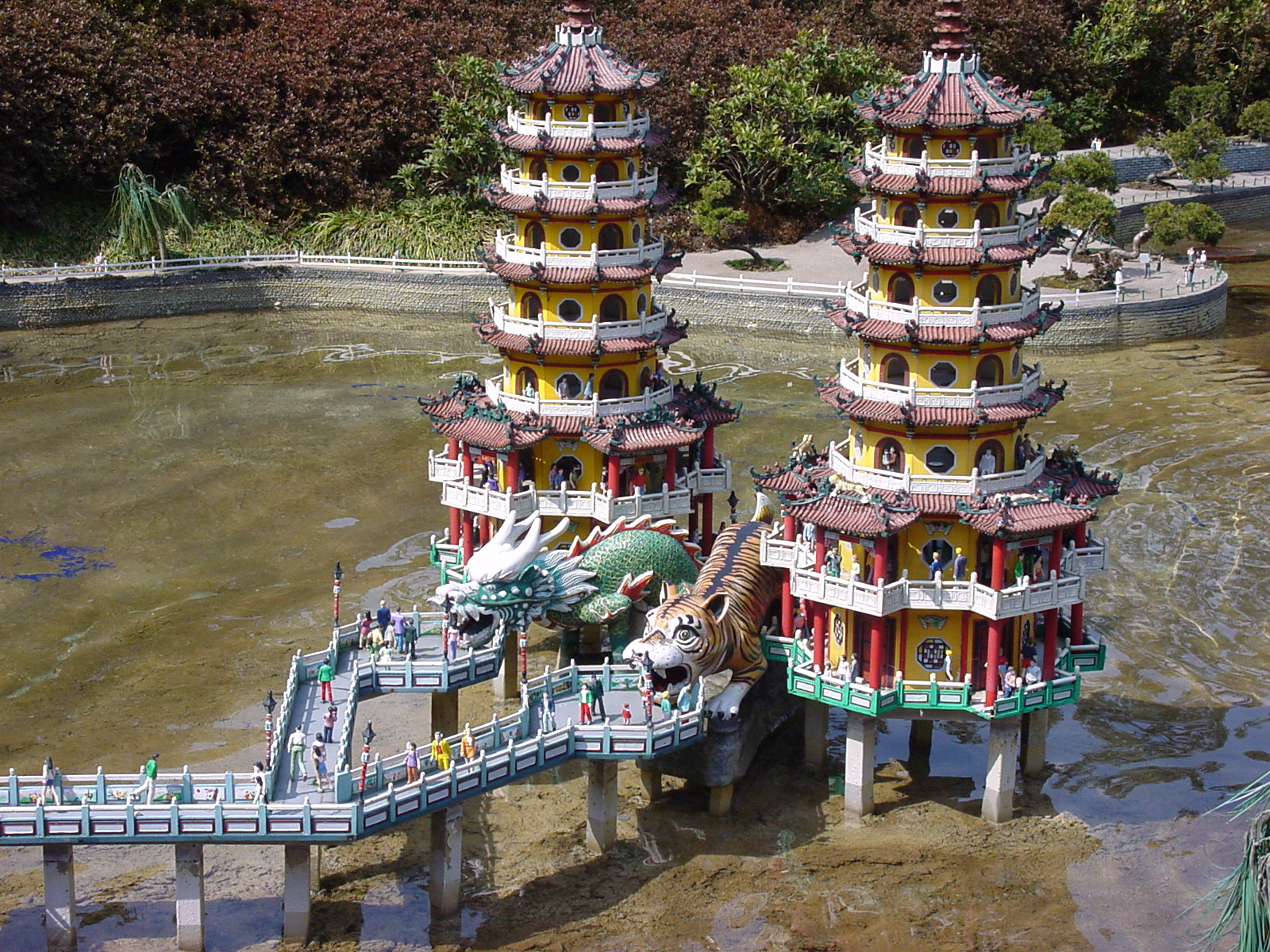
Пагоди «Дракон» та «Тигр», Гаосюн

### Японська зона
| №   | Об'єкт                                                      | Країна | Рік                                                                                            | Примітки                       |
| --- | ----------------------------------------------------------- | ------ | ---------------------------------------------------------------------------------------------- | ------------------------------ |
| 68  | Ishiyama-dera                                               | Японія | 747                                                                                            |                                |
| 69  | Тосьодайдзі                                                 | Японія | 759                                                                                            |                                |
| 70  | Якусідзі                                                    | Японія | 680                                                                                            |                                |
| 71  | Хорюдзі                                                     | Японія | 607                                                                                            |                                |
| 72  | Касуга-тайся                                                | Японія | 768                                                                                            |                                |
| 73  | Замок Нідзьо                                                | Японія | 1603                                                                                           |                                |
| 74  | Кінкакудзі                                                  | Японія | 1397                                                                                           |                                |
| 75  | Ґінкакудзі                                                  | Японія | 1490                                                                                           |                                |
| 76  | Бьодоїн                                                     | Японія | 1052                                                                                           |                                |
| 77  | Кіотський Імператорський палац                              | Японія | 13 століття                                                                                    |                                |
| 78  | Імператорська садиба в Катсурі                              | Японія | 17 століття                                                                                    |                                |
| 79  | Кійомідзудера                                               | Японія | 778                                                                                            |                                |
| 80  | Тодайдзі                                                    | Японія | 8 століття                                                                                     |                                |
| 81  | Святилище Іцукусіма                                         | Японія | близько 1168                                                                                   |                                |
| 82  | Замок Хімедзі                                               | Японія | 1609                                                                                           |                                |
| 83  | Zuigan-ji                                                   | Японія | 828                                                                                            |                                |
| 84  | The reliquary hall of Engaku-ji                             | Японія | 1282                                                                                           |                                |
| 85  | Замок Кумамото                                              | Японія | 1607                                                                                           |                                |
| 86  | Чотири сезони в Японії                                      | Японія | Весна (висаджування рису) Літо (О-бон) Осінь (збирання врожаю рису) Зима (новорічні феєрверки) | із залізницею Тобу             |
| 87  | Multilayer house in Tamugimata                              | Японія | 1822                                                                                           |                                |
| 88  | Residence of a wealthy farmer (The house formerly Sasagawa) | Японія | 1826                                                                                           |                                |
| 89  | Azumadachi (Scattered houses in Shōkawa)                    | Японія | 1853                                                                                           |                                |
| 90  | Сіракава-го і Гокаяма                                       | Японія | 17-18 століття                                                                                 |                                |
| 91  | Weathercock house, Kobe                                     | Японія | 1900-ті                                                                                        |                                |
| 92  | Yamatomune house (The house of Yoshimura)                   | Японія | 17 століття                                                                                    |                                |
| 93  | Yatsumune-zukuri house (The house of Toshima)               | Японія | 1758?                                                                                          |                                |
| 94  | Школа Кайті                                                 | Японія | 1873                                                                                           |                                |
| 95  | The bathhouse of Dōgo Onsen                                 | Японія | 1894                                                                                           |                                |
| 96  | Церков Оура                                                 | Японія | 1864                                                                                           |                                |
| 97  | Сад Ґловера                                                 | Японія | 1863                                                                                           |                                |
| 98  | Dōzaki Church                                               | Японія | 1908                                                                                           |                                |
| 99  | Shureimon                                                   | Японія | 14 століття                                                                                    |                                |
| 100 | Sapporo Clock Tower                                         | Японія | 1878                                                                                           |                                |
| 101 | Former Hokkaidō government office building                  | Японія | 1888                                                                                           |                                |
| 102 | Зоопарк та парк розваг                                      |        | (модель Британського зоопарку)                                                                 | (модель Британського зоопарку) |